# Barbara Rylska
Barbara Rylska (ur. 20 stycznia 1936 w Warszawie, zm. 11 stycznia 2025) – polska aktorka teatralna i filmowa związana ze scenami warszawskimi.

## Życiorys

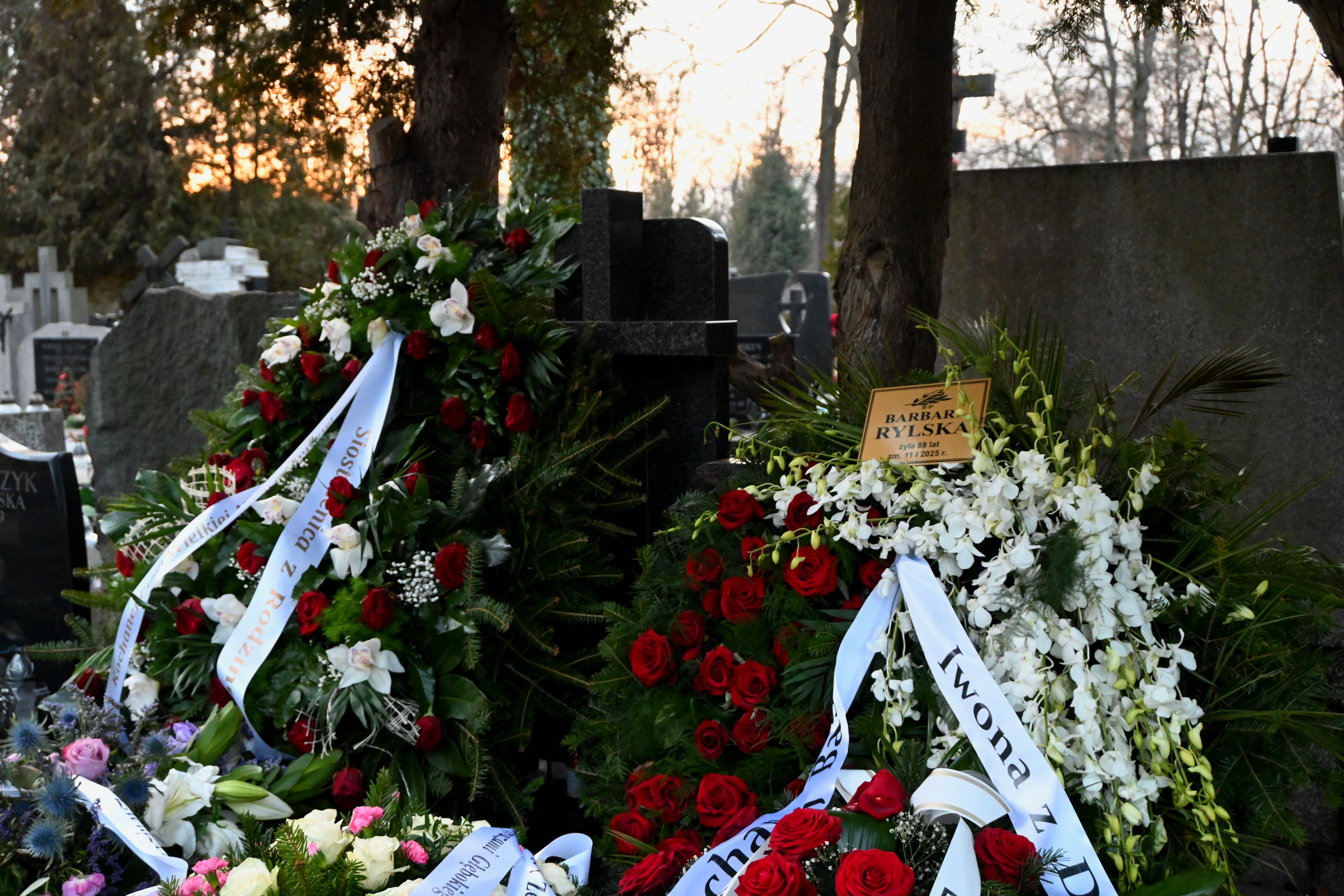
Grób Barbary Rylskiej na Cmentarzu Bródnowskim

Była córką Wacława Rylskiego (1901-1961) i Janiny Rylskiej-Tłoczek (1905-2004). W 1944 straciła swojego brata Wojciecha, który zginął w powstaniu warszawskim w wieku zaledwie 15 lat.
W 1959 ukończyła studia na PWST w Warszawie i w tym samym roku zadebiutowała w teatrze. Występowała w teatrach warszawskich: Komedia (1959-66), Ludowym (1966-74) oraz Kwadrat (1974-2013). Występowała w audycji Podwieczorek przy mikrofonie. W latach 60. XX wieku pięciokrotnie sięgała po Złote i Srebrne Maski w plebiscycie Expressu Wieczornego na najpopularniejszych aktorów telewizyjnych. Zapamiętana została z roli żony „wiecznego” dyrektora w filmie Poszukiwany, poszukiwana, gdzie wypowiedziała zdanie: Mój mąż... Mąż jest z zawodu dyrektorem. W latach 2000-2002 wcielała się w postać arystokratki Melanii Laudańskiej w telenoweli Adam i Ewa.
23 stycznia 2025 roku została pochowana w grobowcu rodzinnym na Cmentarzu Bródnowskim w Warszawie (kwatera 3B-3-22). 

## Filmografia
- 1961: Alicja w Krainie Czarów – Alicja (głos, polski dubbing)
- 1963: Ostatni kurs – piosenkarka Krystyna
- 1963: Smarkula – Stefa
- 1963: Harry i kamerdyner (głos, polski dubbing)
- 1963: Rozwodów nie będzie – Bożena (Zdarzenie I)
- 1967: Julia, Anna, Genowefa... – Renata Sieniawska/Miecia Kopyto
- 1968: Miłosne kłopoty – Warwara (głos, polski dubbing)
- 1972: Poszukiwany, poszukiwana – żona „wiecznego” dyrektora
- 1974: Nie ma róży bez ognia[6]
- 2000: Lokatorzy – ciocia z Ameryki (odc. 19)
- 2000–2001: Adam i Ewa – Melania Laudańska
- 2001: Rodzina zastępcza – ciotka Adela (odc. 56)

## Fonografia
- Bubliczki – muzyczne odzwierciedlenie żydowsko-kresowej kultury
- Analogowa (czarna) płyta pt. „Sexappeal” z narracją Lucjana Kydryńskiego, wydana przez Polskie Nagrania „Muza” (numer płyty: XL0248).

## Nagrody
- "Złota Maska" w plebiscycie "Expressu Wieczornego" (1964)[1]
- "Srebrna Maska" w plebiscycie "Expressu Wieczornego" (1962, 1963, 1965, 1966)[1]